# Air Prishtina
Air Prishtina (även Air Priština) är ett flygbolag som har sitt säte i Pristina, Kosovo. Den flyger från Priština till andra delar av världen främst i Europa. Flygbolaget grundades 1981 av Bexhet Sallahu i Schweiz. Nuvarande direktör för företaget är Sallahus dotter Leyla Ibrahimi-Salahi.